# Trdnja vas
Mestni okraj Trdnja vas (nem.:  Hörtendorf) je 15. okraj mesta Celovec, glavnega mesta dežele Koroške, ki geografsko leži na Celovškem polju (Avstrija).

## Geografija
Mestni okraj Trdnja vas se nahaja na vzhodnem robu mesta Celovca na Celovškem polju in ga prečka reka Raba. Na zahodu meji na staro mestno mejo in Šentjakobsko cesto (nem. St. Jakober Straße), na vzhodu pa na koroško Krko. Trdnja vas meji tudi na občine Gospa Sveta, Štalenska gora, Pokrče, Grabštanj in Žrelec.

## Upravna ureditev
Mestni okraj Trdnja vas je razdeljen na dve katastrski občini in naslednja naselja:
- Blažnja vas (Blasendorf):
  - Blažnja vas (Blasendorf): Ovše (Gottesbichl), Na Rišovce ali tudi Nereševica)[6] (Nessendorf)
- Trdnja vas pri Celovcu (Hörtendorf):
  - Dóbje pri Žrelcu (Aich an der Straße), Borovje (Farchern), Hutna vas pri Celovcu (Gutendorf), Trdnja vas pri Celovcu (Hörtendorf), Limarja vas pri Šentjakobu pri Celovcu (Limmersdorf), Perkonik (Perkonigg), Pokeriče pri Celovcu (Pokeritsch), Šentjakob pri Celovcu (St. Jakob an der Straße)[7]

## Infrastruktura
Do mestnega okraja Trdnja vas pelje Velikovška cesta med mestnim jedrom Celovca in Velikovcem.
Mestni avtobusi vozijo do naslednjih postajališč v Trdnji vasi: Ziegeleistraße, Ernst-Diez-Straße, Schülerweg, Dobje pri Žrelcu (nem.  Aich), Hutna vas (nem.  Gutendorf), Limarja vas (nem.  Limmersdorf), Delnja vas (nem.  Niederdorf), Rosenweg, Trdnja vas (nem.  Hörtendorf), do katerega se lahko iz središča mesta z linijo 21 (vsakih 30 minut) relativno enostavno pripeljete s trga svetega duha (nem.  Heiligengeistplatz).
Na zahodu, v industrijski coni Trdnja vas, je izvoz z avtoceste Celovec vzhod.

## Zgodovina
Leta 1973 je bila stara občina Trdnja vas v okviru velike občinske reforme dežele Koroške skupaj z delom občine Žrelec (južno od Velikovške ceste), delom občine Pokrče (vzhodno od Krke) ter Borovjem in Šmarjeto, to je podružniška cerkev stare fare in občine Šenttomaž pri Celovcu (danes Štalenska gora), vključena v razširjeno območje mesta Celovec ob Vrbskem jezeru.
- zimska pokrajina Trdnje vasi
- Zimsko drevo sredi polja pri Trdnji vasi

## Koroško-slovenska kulturna zgodovina
Kulturnozgodovinsko je področje mestnega okraja Trdnja vas tesno povezano s slovensko kulturno zgodovino Celovškega polja, njenim slovenskim osrednje južno Koroškem narečjem, poljanščini Celovškega polja. Danes je to večinoma le še zgodovina.
Na to kažejo izvirna slovenska krajevna imena, pa tudi izvirna slovenska ali v nemščini uporabljena hišna in domača imena (p.d.) ter ledinska imena. slovenskega izvora. 
To je značilno tudi za družbeno zgodovino in cerkveno zgodovino. 
Dekanija Tinje je po kanonskem pravu še vedno dvojezična, župniji Šentjakob ob cesti in Šenttomaž pri Celovcu pa sta po kanonskem pravu veljali za dvojezični po šematizmu 1917/18, torej v medvojnem obdobju. Ko se je Anton Tscharre (glej spodaj) leta 1849 rodil v Šentjakobu ob cesti, ni možno, da se ne bi naučil slovenščine, kar lahko pojasni tudi njegovo poznejše delovanje na Spodnjem Štajerskem. Zgodovinsko slovensko narečje, ki so ga v terenskih raziskavah še vedno raziskovali, je prav narečje južnokoroške osrednje regije.
Nekoč so bile fare do medvojnega časa še dvojezične. Na področju okraja Trdnja vas najdemo še številne člane Hranilnice in posojilnice Št. Tomaž pri Celovcu, ki je aktivno delovala do Anšlusa.
K zgodovinski slike Šentjakoba ob cesti šteje tudi zgodovina kmečkih uporov 15. stoletja, ko je bila osrednja južna Koroška eno izmed središč (Grafenauer navaja izrecno Šentjkob ob cesti) velikega upora leta 1478.
Sem sodi tudi poseben družbeni položaj koseza in vojvodskega kmeta v Blažnji vasi, ki je vodil obred intronizacije najprej koroških knezov in kasneje koroških vojvod (koroška vojvodska investitura) (v slovenščini do 1414).

### Slovenska ledinska imena v Blažnji vasi
V Blažnji vasi najedemo zapisana v starih franciscejskih katastrih sledeča slovenska ledinska imena : Blatenza (Blatenca), Na Blatti (Na blati), Pod Krajam (Pod krajom), Velke Nive (Velike njive), Rathschnicza (Račnica), Voglach. 

### Slovenska ledinska imena v Borovju
V Borovju najdemo zapisana v starih franciscejskih katastrih sledeča slovenska ledinska imena : Brezova Hora (Brezova hora [!]), Podmirom (Pod mirom), Pri Krischi (Pri križu), Blatta (Blato), Poznak, Spodnopolle (Spodnje polje), Tablitza (Tablica).

### Slovenska ledinska imena v Limarji vasi
V Limarji vasi najdemo zapisana v starih franciscejskih katastrih sledeča slovenska ledinska imena : Nacilla, per Sellenem Polli (Pri zelenem polju), Uokroglica (Okroglica), Krive Nive (Krive njive), Ograda (Ograda), Kernica (Krnica), per stari Czesti (Pri stari cesti). 

### Slovenska ledinska imena v Šmarjeti
V Šmarjeti oz. njeni bližini sta zapisana ledinski imeni Nasdreti (severno in severo-zahodno do gramoznice) ter še malce severneje Sapolam. 

### Slovenska ledinska imena v Trnji vasi
V Trnji vasi najdemo zapisana v starih franciscejskih katastrih sledeča slovenska ledinska imena : Za Martiniakom (Za Martinjakom), Per Wodi (Pri vodi), Nive pod traunikim (Njive pod travniki), pod Jeschom (Pod ježom), na Jeschu (Na ježu), per Cesti (Pri cesti), Bresnica (Breznica), nad Wirthom, per Gruschi (Pri Gruši), nad starum Czestum (Na stari cesti), Krive Nive (Krive njive), Gmainach in Gmaina (Gmajna).

## Cerkvi

### Šentjakob pri Celovcu
Župnijska cerkev Celovec-Šentkjakob pri Celovcu se nahaja v istoimenskem naselju Šentkjakob pri Celovcu ob Velikovški cesti. Rimskokatoliška cerkev je posvečena svetemu Jakobu starejšemu in je župnijska cerkev ter spada v dekanijo Celovec-mesto v Krški škofiji. Cerkev in pokopališče sta na seznamu spomeniškega varstva. 
Cerkev je prvič omenjena v dokumentu iz leta 1539. Cerkev je leta 1787 postala kurat, leta 1892 pa župnijska cerkev. Je majhna cerkev z baročnim stolpom stoji sredi pokopališča.
Po cerkvenem šematizmu Krške škofije iz leta 1917/1918 ter po uradno sestavljenem zemljevidu jezikovnih razmer oz. liturgijskega jezika škofije iz leta 1924 (sestavljen do leta 1921) je Šentkjakob ob cesti pripadal tinjskemu dekanatu in bila "slovensko-nemška" fara.
- Farna cerkev sv. Jakoba starejšega

### Šmarjeta
Šmarjeta, ki je do danes podružniška cerkev stare fare Šenttomaž pri Celovcu je najbližja cerkev za Trnjevaščane. Na njenem pokopališču v je ohranjen še en zadnji nagrobni kamen s slovenskim napisom.
Zapisano je v cerkvenem dnevniku Šenttomaške fare “Liber memorabilium”, da je bila cerkev okrašena s freskami furlanskega slikarja Jacobo Brollo okoli leta 1889, vendar se te freske enako kot v Šenttomažu niso ohranile. Drugega zapisa o tem ni, niti v zapisnikih deželnega spomeniškega varstva. Jacobo Brollo je okrasil več cerkva v fari in le v cerkvi bljižnjem Šentlovrencu  se je ohranil del slovenskih napisov. 
Po cerkvenem šematizmu Krške škofije iz leta 1917/1918 ter po uradno sestavljenem zemljevidu jezikovnih razmer oz. liturgijskega jezika škofije iz leta 1924 (sestavljen do leta 1921) je Šmarjeta pripadala tinjskemu dekanatu in bila "slovenska" podružniška cerkev fare Šenttomaž.
- pogled s juga
- pogled s jugovzhoda
- detajl freske svetega Krištofa (južna stran cerkve)

## Dvorci in podeželska posestva

### Vojvodski kmet v Blažnji vasi
V Blažnji vasi je gospodaril t.i. vojvodski kmet (nem. Herzogbauer). Ta najbolj znani med kosezi je imel različne privilegije. Med njimi je vodil obred ustoličevanja karantanskega kneza ter kasneje koroškega vojvoda (do leta 1414 v slovenščini) na Gosposvetskem polju. Poleg tega je bil tudi oproščen davkov za po eno hubo v Blažnji vasi in v Pokrčah ter (od leta 1729) pa imel prost uvoz 120 veder italijanskega vina ("welschen Wein"), ki so ga prodajali v povezani gostilni. 
Prvi vojvodski kmet, omenjen v dokumentu (27. marca 1414), je bil Gregor Schatter. Njegovi potomci so se imenovali vojvodski kmetje (nem. Herzogbauer ali Edlingbauer) ali pa samo vojvod ali kosez (nem. Herzog ali Edlinger). V cerkvenih zapisih so zapisani pod imenom Herzog. Zadnji vojvodski kmet se je pisal Josef Herzog-Edlinger. Rodil se je 27. septembra 1768 v Blažnji vasi in umrl v slabih razmerah 4. junija 1823 v Celovcu. Domačija vojvodskega kmeta je bil prodana že leta 1801. Na njem se je 27. februarja 1801 zadnjič izvajal vinski privilegij. Lokalni kmetje so takrat za Josefa Herzoga-Edlingerja organizirali velik pogreb. Vendar je njegov grob v Šentjakobu ob cesti neznan.
Kot je zapisano, je Blažnja vas vse do danes svoja katastrska občina. Po dognanjih Wilhelma Wadla o številnih bližnjih, zlasti pa majhnih katastrskih občin v današnji občini Štalenska gora (imele so lastno nižje sodstvo in druge privilegije), jim jasno pripisuje koseški izvor na osnovi zgodnjesrednjeveškega socialnega prava, ki ga pojmujemo tudi personalno načelo v pravu. Po tej analizi lahko to domenvamo enako za katastrsko občino Blažnja vas. 
- Vojvodski kmet v Blažnji vasi

### Gostilna Pauker v Pokeričah

#### Anton Tscharre (1849–1905)
Anton Tscharre, zemljiški posestnik in politik Nemške ljudske stranke se je rodil 12. septembra 1849 v Pokeričah pri Šentjakobu ob cesti (takrat na še strnjenem slovensko govorečem Južnem Koroškem). Obiskoval je gimnazijo v Celovcu, služil v 4. pehotnem polku Landwehra in službo zapustil pri 32 letih s činom nadporočnika. Nato je delal kot upravitelj posesti pri baronu na Spodnjem Štajerskem, dokler ni končno postal trgovec z vinom v Gradcu. Leta 1885 je prevzel kmetijo svojih staršev Paukerhof v Pokeričah in jo razvil v vzorno kmetijo. Leta 1900 je postal predsednik kmetijske družbe (nem.  Landwirtschaftsgesellschaft). Od leta 1901 je bil član Državnega zbora na Dunaju. Anton Tscharre je 26. junija 1905 umrl zaradi bolezni srca. Pokopan je bil v Šentjakobu ob cesti.
- Gostilna v Pauker v Pokerčah (danes zasebna stanovanjska hiša)
- Anton Tscharre (1849–1905), nekdanji lastnik gostilne „Pauker´s Gasthaus“
- Grob Antona Tscharreta, posestnik p.d.  Pauker
- Gostilna Pauker na stari razglednici

### Posestvo Borovje
Posestvo Borovje (nem. Farchernhof) je prvotno pripadalo posestvu na Partovci (nem. Portendorf), v osnovi stari karantanski koseževini, in je bil med letoma 1745 in 1822 prodan kar dvanajstkrat. Šele po požaru na gradu partovca v začetku 19. stoletja so staro posestvo Borovje preuredili v dvorec. Leta 1822 je bilo posestvo prodano na dražbi, saj je Urban Leitgeb, ki ga je pridobil leta 1813, zaradi prizidka zapadel v dolgove. Karl Felix Tschabuschnigg je postal novi lastnik dvorca. Po dvakratni prodaji ga je leta 1861 kot lastnik nasledil Karl Freiherr von Knobloch, ki je leta 1865 pridobil tudi dvorec Partovca. Vendar je tudi on kmalu prodal svoje premoženje. Dr. Josef von Vest je leta 1881 od Josefa Wehsikena kupil dvorec Borovje. Njegov sin, Dr. Hermann von Vest, je leta 1904 stavbo razširil na sedanjo površino. Leta 1928 je nepremičnino kupil Erich von Boehm-Bezing. V začetku 70. let 20. stoletja je Leopoldov sin Erich von Boehm-Bezing dvorcu prizidal še eno nadstropje in hkrati prenovil fasado.
Podolgovata trinadstropna stavba, ki se dviga nad pravokotnim tlorisom, ima nizko dvokapno streho, ki jo na južni strani poživlja trikotni ščit z ovalnim oknom. Na južni strani stavbe središče stavbe dodatno poživlja balkon, ki ga podpirajo vitki stebri z nežnimi železnimi rešetkami. Ta balkon predstavlja zaščitno streho nad vhodnimi vrati. Na nasprotni strani pa je majhen balkon le na vogalu stavbe.
Pritličje je od zgornjih nadstropij ločeno s širokim ometanim pasom, medtem ko ustrezen pas med zgornjimi nadstropji ne poteka skozi, temveč je razdeljen na širino oken. Vsa okna, osem na daljših in dve na ožjih straneh, imajo preproste ometane obrobe, vogali stavbe pa so poudarjeni s pepelniki. Pred južno stranjo dvorca so na obeh straneh manjše "kavalirske hišice", ki dajejo stavbi videz dvorca.
- posestvo Borovje
- pogled s severa na posestvo Borovje
- Hlev posestva Borovje

### Tauschitzeva vila
Sedež podjetja Tauschitz, ki se ukvarja z gramozom in prevozom, je v podeželski hiši, nem. t.i. Tauschitz-Villa v Trdnji vasi.
- Drevored k Tauschitzevi vili
- Tauschitzeva vila

### Grabenhof
Z dvorca Grabenhof, zgrajenega v Ovšah (nem. Gottesbichl) na Grabenhofweg št. 42, ki ima dvokapno streho in na jug obrnjen trikotni vrh z okroglim oknom, se odpira pogled na Celovec vse do Karavank.
- Grabenhof v Ovšah
- Grabenhof v Ovšah

### Po domače Strucman / Strutzmann
Podeželska hiša Strucman (nem. Strutzmann), ki je na daljših straneh petosna, na širših pa dvoosna, je enonadstropna in ima dvokapno streho. Na grebenu se dviga majhen zvonik. Zgornje nadstropje je od pritličja ločeno z ometanim pasom, glavna fasada, obrnjena proti jugu, pa ima sredinsko postavljen balkon v obliki verande.
- Strucman v Blažnji vasi

### Po domače Lindner (Tamiš / Tamisch) v Nerešovcih (nem.Nessendorf)
Do 19. stoletja je bila ta huba znana pod domačim imenom "Tamiš".
- Obnovljena kmetija

### Po domače Punčart (nem.Puntschart) v Nerešovcih (nem.Nessendorf)
Z več kot 500 leti je najstarejša kmečka hiša v okraju Celovec dežela.
- Najstarejša kmečka hiša Celovca

3. novembra 2012 je južnokoroško obcestno znamenje kmečke hiše posvetil katedralni duhovnik Gospe Svete, Josef-Klaus Donko. 
- Južnokoroško znamenje domačije Punčart

## Gospodarstvo
- Celovško odlagališče odpadkov
- Lokacija celovške gramoznice

### Industrijka cona vzhod (Industrijka cona Trnja vas)
V industrijski coni v Trdnji vasi imajo sedež številna velika podjetja, ki so tudi pomembni delodajalci v regiji.

### Mednarodne firme
- KALMAR
- M.A.N.
- Mazda Austria
- Metro
- Hausmann
- ADEG Großmarkt
- IKEA – Celovec (Trdnja vas)
- HILTI
- FELBERMAYR

- IKEA Celovec
- HILTI- tehnologija vrtanja

### Regionalne firme
- ABC Klagenfurt
- prevoz gramoza Tauschitz
- STARMANN

- ABC Servic&Produktion

## Javne ustanove

### Izobražba
- Ljudska šola: Volksschule VS21
- Center za izvenšolsko varstvo Hort Hörtendorf

### Kompetenčni center za zaščito živali
Oktobra 2011 je bil v bližini vasi Nerešovci  odprt Kompetenčni center za zaščito živali (nem. Tierschutzkompetenzzentrum, krajše Tiko), ki ga upravlja Koroška zveza za zaščito živali. Tiko je eno najsodobnejših zavetišč za živali v Evropi in zagotavlja primerno namestitev za približno 150 vrstam psov, 200 mačk ter številne male, divje in domače živali. Center ni le zavetišče za živali, temveč tudi kontaktna točka za informacije o živinoreji in dobrobiti živali. Od januarja 2012 center deluje v okviru projekta vključevanja, ki ga podpira združenje autArK in katerega cilj je spodbujati terapijo ljudi s pomočjo živali. Tiko trenutno pomaga desetim mladim invalidom. Od oktobra 2013 center Tiko vodijo zaposleni milijarderke Heidi Horten, ki je sofinancirala njegovo gradnjo.
- skupina psov v Tiku
- mačke v zunanjih prostorih Tika

## Rekreacija

### Prireditveni center
Od novembra 2010 je na ulici Schülerweg v Trdnji vasi nova kavarna in prireditveni center "Castellino".

### Prosti čas
V Trdnji vasi je več športnih igrišč, na primer za nogomet, ameriški nogomet, paintball in baseball.
V Trdnji vasi sta tudi dva ribnika.

### Parki
V središču Trdnje vasi je igrišče Trdnja vas, v industrijski coni pa poštno športno igrišče in športni objekt 1. SV-Hörtendorf pri ribniku „Ruhes Teich“, ki ima približno 200 članov.